# Plešivská planina
Plešivská planina este o arie protejată (arie specială de conservare — SAC, sit de importanță comunitară — SCI) din Slovacia întinsă pe o suprafață de 2.860,31 ha, integral pe uscat.

## Localizare
Centrul sitului Plešivská planina este situat la coordonatele 48°37′21″N 20°25′48″E / 48.6225°N 20.43°E.

## Înființare
Situl Plešivská planina a fost declarat sit de importanță comunitară în aprilie 2004 pentru a proteja 4 specii de plante și 12 specii de animale. Situl a fost protejat și ca arie specială de conservare în martie 2004.

## Biodiversitate
Situată în ecoregiunea alpină, aria protejată conține 15 habitate naturale: Formațiuni ierboase bogate în specii de Nardus, dezvoltate pe substraturi silicioase în zone montane (și în zone submontane, în Europa continentală), Tufărișuri subcontinentale peripanonice, Pajiști carstice calcaroase sau bazofile, de Alysso-Sedion albi, Pante stâncoase calcaroase cu vegetație casmofită, Fânețe de joasă altitudine (Alopecurus pratensis, Sanguisorba officinalis), Păduri panonice cu Quercus pubescens, Grohotișuri medio-europene calcaroase, de la nivel colinar și montan, Pajiști stepice subpanonice, Peșteri inaccesibile publicului, Pajiști panonice carstice (Stipo-Festucetalia pallentis), Păduri pe pante, grohotișuri și ravene de Tilio-Acerion, Păduri de fag Asperulo-Fagetum, Pajiști uscate seminaturale și facies de acoperire cu tufișuri pe substraturi calcaroase (Festuco-Brometalia) (* situri importante pentru orhidee), Păduri de fag Luzulo-Fagetum, Păduri de fag din Europa Centrală dezvoltate pe sol calcaros cu Cephalanthero-Fagion.
La baza desemnării sitului se află mai multe specii protejate:
- plante (4): papucul doamnei (Cypripedium calceolus), Dracocephalum austriacum, Ferula sadleriana, sisinei (Pulsatilla grandis)
- mamifere (8): liliac cârn (Barbastella barbastellus), lupul (Canis lupus), râs eurasiatic (Lynx lynx), liliac cu urechi mari (Myotis bechsteinii), liliac comun (Myotis myotis), liliacul mediteranean cu potcoavă (Rhinolophus euryale), liliacul mare cu potcoavă (Rhinolophus ferrumequinum), liliacul mic cu potcoavă (Rhinolophus hipposideros)
- nevertebrate (4): Duvalius hungaricus, Euplagia quadripunctaria, Leptidea morsei, Stenobothrus eurasius

Pe lângă speciile protejate, pe teritoriul sitului au mai fost identificate 55 de specii de plante, 11 specii de mamifere, 2 specii de reptile.